# Stara knjiga Tanga
Stara knjiga Tanga, Knjiga dinastije Tang ali preprosto Knjiga Tanga je prvo klasično zgodovinsko delo o dinastiji Tang, ki obsega 200 poglavij, in ena od Štiriindvajsetih zgodovin. Prvotno je bila napisana v obdobju petih dinastij in desetih kraljestev, potem pa jo je nadomestila Nova knjiga Tanga, napisana v dinastiji Song, vendar je bila pozneje ponovno sprejeta. 
Zaslužni urednik knjige je bil glavni minister Liu Šu, vendar je večino dela, če ne vsega, opravil njegov predhodnik Džao Jing. Med avtorji so Džang Džao, Džia Vej (賈緯) in Džao Ši (趙熙).

## Zgradba
Stara knjiga Tanga obsega 200 zvezkov. Zvezki 1–20 vsebujejo anale cesarjev Tanga. Največ zapisov je iz zgodnjega in srednjega obdobja dinastije, podatki iz poznega obdobja po letu 847 pa so zelo redki.
Zvezki 21–50 vsebujejo razprave, vključno z obredi, glasbo, koledarjem, astronomijo, petimi elementi, geografijo, uradniki, kočijami in oblačili, književnostjo, hrano in blagom ter pravom. Razdelek o obredih (zvezki 21–27) je najdaljši in najbolj podroben, saj prikazuje pomen, ki se pripisuje ceremonialnim zadevam. Ta del vključuje opise zasnove templja, žrtvovanja in praznikov. Poglavja o geografiji (zvezki 38–41) vsebuje opis regionalne uprave cesarstva Tang okoli leta 752. Razdelek o uradnikih (zvezki 42–44) vsebuje opis upravnega sistema cesarstva. Razdelek o petih elementih (五行) vsebuje opis potresov, poplav in drugih naravnih pojavov. 
Vsebina zvezkov 51–200 je povezana z biografijami, vključno z biografijami cesaric in soprog (51–52), cesarskimi družinami in ljudstvi iz območij, ki mejijo na cesarstvo Tang (194–200). 

## Zgodovina
Pisanje knjige se je začelo leta 941 po naročilu cesarja Ši Džintanga iz pozne dinastije Džin. Prvi glavni urednik je bil takratni kancler Džao Jing. Njegovo delo je nadaljeval in dokončal kancler Liu Šu, ki je delo leta 945 predstavil cesarju Čuju, zato so njemu pripisali vlogo glavnega urednika. 
Ker je bila Stara knjiga Tanga napisana sorazmerno hitro, je bila očitno zbirka starejših, zdaj izgubljenih besedil. Poleg tega je vključevala tudi druge monografije in biografije, na primer Du Joujev Tongdian.  Ti viri so bili pogosto prepisi zapisov in prejšnjih zgodovin, zato je bila knjiga predmet ostrih kritik. Cesar Renzong iz dinastije Song je na primer knjigo označil za "slabo organizirano, obremenjeno z nepomembnimi podrobnostmi, pomanjkljivo v stilu in slabo raziskano". Med velike napake spadajo tudi  podvojene biografije nekaj oseb. 
Zaradi teh kritik je bilo leta 1044 naročeno pisanje nove zgodovine dinastije Tang. Novo knjigo Tanga sta uredila Oujang Šju in Song Či. Po predstavitvi Nove knjige so izvirno Staro knjigo Tanga prenehali tiskati in je zato čez nekaj stoletij postala zelo redka. Med dinastijo Ming so zbrali njene preostale izvode in Prvo knjigo Tanga ponovno objavili. Sčasoma je bila kanonizirana kot ena od Štiriindvajsetih zgodovin.